# Boote Exclusiv

Logo von Boote Exclusiv

Boote Exclusiv ist eine deutschsprachige Special-Interest Zeitschrift, die sich thematisch auf Superyachten spezialisiert hat. Die Zeitschrift wurde 1988 gegründet. Das Magazin erscheint sechs Mal im Jahr im Verlag Delius Klasing. Der Redaktionsstandort befindet sich in Hamburg, Chefredakteur ist Martin Hager.
Berichtet wird über Neubauprojekte, Werften und beteiligte Personen. Bestandteil jeder Ausgabe sind Rankings verschiedener themenbezogener Bereiche; dazu gehört das Top 200-Ranking der weltgrößten Segel- oder Motoryachten. Jährlich wird in Hamburg außerdem die German Superyacht Conference veranstaltet.